# 彭德羅伊 (蒙大拿州)
彭德羅伊（英語：Pendroy）是位於美國蒙大拿州提頓縣的普查規定居民點。

## 歷史
彭德羅伊的郵局自1916年營運至今。

## 人口
根據2020年美國人口普查的數據，彭德羅伊的面積為0.43平方千米，皆為陸地。當地共有人口25人，而人口密度為每平方千米58.14人。